# Brandenburg farkasfalka
A Brandenburg-farkasfalka a Kriegsmarine tengeralattjárókból álló második világháborús támadóegysége volt, amely összehangoltan tevékenykedett 1941. szeptember 15. és 1941. október 2. között az Atlanti-óceán északi részén, főleg Grönlandtól délkeletre, Izlandtól délre, Írországtól nyugatra. A Brandenburg farkasfalka 11 búvárhajóból állt, amelyek 11 hajót (55 518 brt) süllyesztettek el. A tengeralattjárók nem szenvedtek veszteséget. A falka által elsüllyesztett hajók tekintetében átfedés van a Seewolf falkával. A falka Brandenburg városáról kapta a nevét.

## A farkasfalka tengeralattjárói
| A hajó száma | Parancsnoka             | Részvétel kezdete    | Részvétel vége       |
| ------------ | ----------------------- | -------------------- | -------------------- |
| U–69         | Wilhelm Zahn            | 1941. szeptember 15. | 1941. szeptember 24. |
| U–74         | Eitel-Friedrich Kentrat | 1941. szeptember 15. | 1941. szeptember 20. |
| U–94         | Otto Ites               | 1941. szeptember 15. | 1941. szeptember 29. |
| U–372        | Heinz-Joachim Neumann   | 1941. szeptember 15. | 1941. október 1.     |
| U–373        | Paul-Karl Loeser        | 1941. szeptember 15. | 1941. szeptember 24. |
| U–431        | Wilhelm Dommes          | 1941. szeptember 15. | 1941. október 1.     |
| U–552        | Erich Topp              | 1941. szeptember 15. | 1941. szeptember 26  |
| U–562        | Horst Hamm              | 1941. szeptember 15. | 1941. október 2.     |
| U–564        | Reinhard Suhren         | 1941. szeptember 16. | 1941. szeptember 19. |
| U–572        | Heinz Hirsacker         | 1941. szeptember 15. | 1941. október 1.     |
| U–575        | Günther Heydemann       | 1941. szeptember 15. | 1941. szeptember 26. |

## Elsüllyesztett hajók
| Dátum                | A búvárhajó száma | A hajó neve    | Nemzetisége        | Vízkiszorítása | Konvoj |
| -------------------- | ----------------- | -------------- | ------------------ | -------------- | ------ |
| 1941. szeptember 15. | U–94              | Empire Eland   | Egyesült Királyság | 5613           | ON–14  |
| 1941. szeptember 15. | U–94              | Newbury        | Panama             | 5102           | ON–14  |
| 1941. szeptember 15. | U–94              | Pegasus        | Görögország        | 5762           | ON–14  |
| 1941. szeptember 19. | U–372             | Baron Pentland | Egyesült Királyság | 3410           | SC–44  |
| 1941. szeptember 19. | U–74              | HMCS Levis*    | Kanada             | 925            | SC–44  |
| 1941. szeptember 20. | U–552             | Barbro         | Norvégia           | 6325           | SC–44  |
| 1941. szeptember 20. | U–74              | Empire Burton  | Egyesült Királyság | 6966           | SC–44  |
| 1941. szeptember 20. | U–552             | Pink Star      | Panama             | 4150           | SC–44  |
| 1941. szeptember 20. | U–552             | T. J. Williams | Egyesült Királyság | 8212           | SC–44  |
| 1941. szeptember 22. | U–562             | Erna III       | Egyesült Királyság | 1590           | SC–44  |
| 1941. október 2.     | U–562             | Empire Wave    | Egyesült Királyság | 7463           | SC–44  |

* Hadihajó